# Calodia kodikanelensis
Calodia kodikanelensis är en insektsart som beskrevs av Nielson 1991. Calodia kodikanelensis ingår i släktet Calodia och familjen dvärgstritar. Inga underarter finns listade i Catalogue of Life.